# اورپو سیوولا
اورپو سیوولا (انگلیسی: Urpo Sivula؛ زادهٔ ۱۵ مارس ۱۹۸۸) یک بازیکن والیبال اهل فنلاند عضو تیم ملی والیبال فنلاند و باشگاه گابکا است. او در سال‌های ۲۰۰۶ و ۲۰۰۷ به عنوان بازیکن جوان سال فنلاند انتخاب شد.